# حسن عيد
حسن عيد (18 مايو 1983 -)، ممثل مصري.

## عن حياته
ولد وعاش حياته في القاهرة، خريج كلية تجارة جامعة القاهرة بعام 2004 وقد تخرج من المعهد العالي للفنون المسرحية عام 2009 قسم التمثيل والإخراج، كانت بدايته مع التمثيل في المرحلة الثانوية حيث اشترك في بعض الأعمال التي قدمت في دار الأوبرا ثم زاد تعلقه بالتمثيل أثناء دراسته في كلية التجارة بجامعة القاهرة، حيث شارك في بعض المسرحيات هناك، اشتراك في الفترة الماضية بالعديد من المسلسلات والأفلام منها كوميدية وأخرى درامية.

## أعماله

### من المسلسلات
| سنه الإنتاج | المسلسل           | بمشاركة                                                      |
| ----------- | ----------------- | ------------------------------------------------------------ |
| 2013        | آدم وجميلة        | حسن الرداد، يسرا اللوزي، حسين الإمام، أحمد صيام              |
| 2012        | فرح العمدة        | غادة عادل، صلاح عبد الله، أيتن عامر، أحمد صفوت               |
| 2011        | الهاربة 2         | تيسير فهمي، أحمد راتب، من سوريا رشيد عساف، دينا هارون        |
| 2010        | سقوط الخلافة      | عباس النوري، أسعد فضة، جهاد سعد، عبير عيسى، سامح الصريطي     |
| 2009        | قاتل بلا أجر      | حسين فهمي، فاروق الفيشاوي، فادية عبد الغني، إيمان، منة فضالي |
| 2008        | شريف ونص          | وحيد سيف، سوسن بدر، شريف رمزي                                |
| 2008        | جدار القلب        | سميرة أحمد، مصطفى فهمي، رجاء الجداوي                         |
| 2008        | دموع في حضن الجبل | سعيد صالح، عايدة رياض، وائل نور                              |
| 2007        | ساعة عصاري        | تهاني راشد، وفاء مكي، إبراهيم يسري                           |
| 2007        | الإمام الشافعي    | إيمان البحر درويش، منى عبد الغني، فايزة كمال، راندا عوض      |

### من الأفلام
| سنه الإنتاج | الفيلم                | بمشاركة                    |
| ----------- | --------------------- | -------------------------- |
| 2008        | ماشيين بالعكس         | انتصار، محمد شرف، نهى لطفي |
| 2008        | على جنب يا أسطى       | أشرف عبد الباقي            |
| 2009        | صندوق خشب - فيلم قصير | طارق عبد العزيز            |
| 2012        | بدون عنوان            | ميرنا المهندس              |
| 2015        | تسعة                  |                            |

## روابط خارجية
- حسن عيد على موقع الدهليز
- حسن عيد على موقع قاعدة بيانات الأفلام العربية